# Ladies Tour of Norway

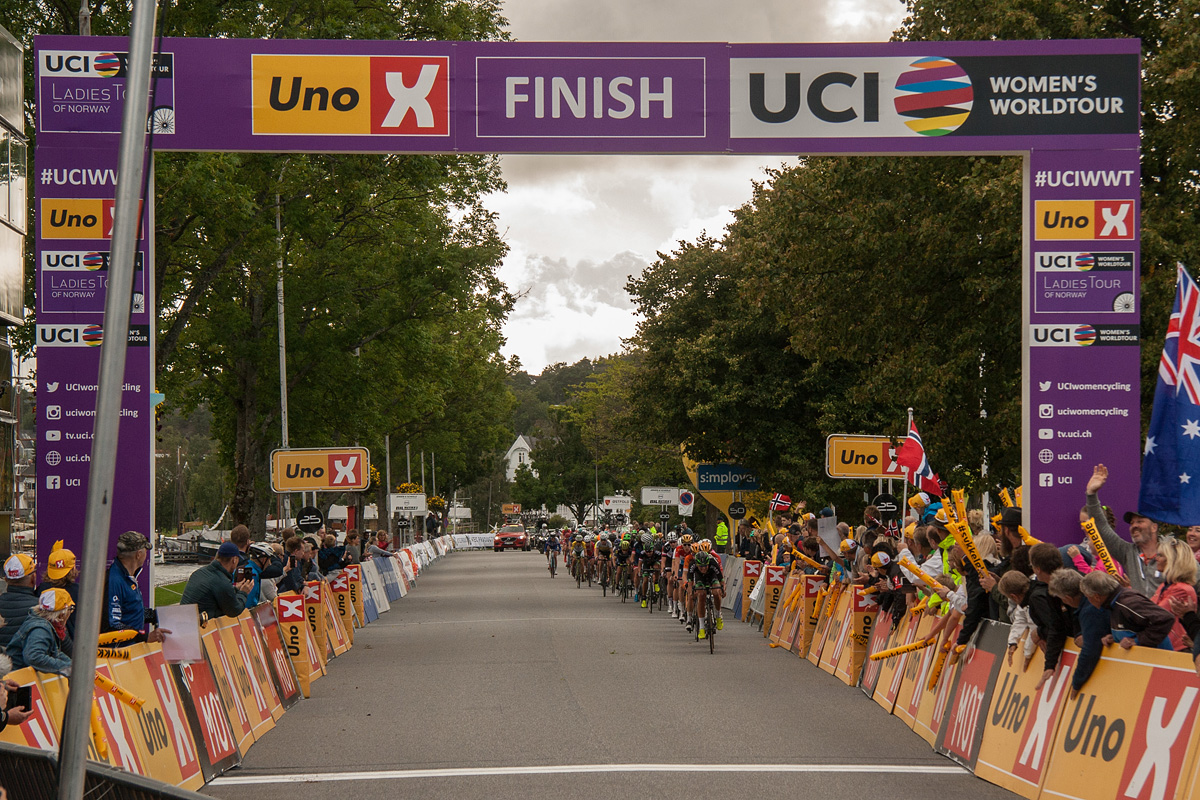
Imatge de l'arribada en una prova del 2017.

El Ladies Tour of Norway és una competició ciclista per etapes femenina que es disputa anualment a Noruega. Creat el 2014, i des del 2017 forma part del calendari de l'UCI Women's WorldTour.
Al 2022 la cursa s'amplia i passa a anomenar-se Tour d'Escandinàvia femení.

## Palmarès
| Any  | Vencedora            | Segona           | Tercera              |         |
| ---- | -------------------- | ---------------- | -------------------- | ------- |
| 2014 | Anna van der Breggen | Marianne Vos     | Katarzyna Niewiadoma |         |
| 2015 | Megan Guarnier       | Shelley Olds     | Amanda Spratt        |         |
| 2016 | Lucinda Brand        | Thalita de Jong  | Anouska Koster       |         |
| 2017 | Marianne Vos         | Megan Guarnier   | Ellen van Dijk       |         |
| 2018 | Marianne Vos         | Emilia Fahlin    | Coryn Rivera         |         |
| 2019 | Marianne Vos         | Coryn Rivera     | Leah Kirchmann       |         |
| 2020 | suspesa              | suspesa          | suspesa              | suspesa |
| 2021 | Annemiek van Vleuten | Ashleigh Moolman | Kristen Faulkner     |         |